# Лушникова, Нина Владимировна
Нина Владимировна Лушникова (род. 23 июля 1960, Колташево, Курганская область) — депутат Верховного Совета СССР 11-го созыва.

## Биография
Нина Владимировна Лушникова родилась 23 июля 1960 года в селе Колташево Колташевского сельсовета Курганского района Курганской области, ныне село входит в Кетовский муниципальный округ той же области.
В 1977 году окончила среднюю школу-интернат № 2 города Кургана, в 1978 году — техническое училище № 1 имени Н. Д. Томина.
Трудовую деятельность начала после окончания училища монтажницей радиоаппаратуры и приборов Курганского производственного объединения «Курганприбор». Работала намотчицей катушек в цехе сборки магнитол. Завод выпускал магнитолы «Аэлита» различных модификаций. Операцию освоила быстро. В апреле 1979 года на конкурсе профессионального мастерства стала победителем среди рабочих своей профессии объединения.
В 1980 году была избрана бригадиром бригады монтажниц радиоаппаратуры и приборов (коллектив из 16 человек). В конце 1980 года коллектив бригады принял обязательство — выполнить с отличным качеством работ задание одиннадцатой пятилетки к 115-й годовщине со дня рождения В. И. Ленина без увеличения численности работающих. Эта инициатива была одобрена Курганским горкомом КПСС и получила распространение на предприятиях Кургана. Возглавляя бригаду, Лушникова показывала личный пример высокой производительности, выполняла норму не менее чем на 130 процентов. Бригада была удостоена звания «Коллектив коммунистического труда», а бригадир ежегодно подтверждала звание «Ударник коммунистического труда».
В 1984 году окончила вечернее отделение Курганского машиностроительного техникума.
Много времени и сил уделяла общественной работе. Она была комсоргом участка, членом совета молодых рабочих цеха, политинформатором, членом цехового комитета профсоюза, кандидатом в члены ЦК профсоюза рабочих оборонной промышленности.
4 марта 1984 года была избрана депутатом Верховного Совета СССР 11-го созыва по Курганскому избирательному округу № 209.
Нина Владимировна Гоголева замужем, живёт в городе Кургане.

## Награды и звания
- Ударник коммунистического труда
- Бронзовая медаль ВДНХ СССР
- Знак ЦК ВЛКСМ «Трудовая доблесть»
- Почётные грамоты ЦК ВЛКСМ, Курганского горкома и Первомайского райкома комсомола.